# 응우옌반히에우 (1922년)
응우옌반히에우(베트남어: Nguyễn Văn Hiếu / 阮文孝 완문효, 1922년 12월 24일 ~ 1991년 3월 6일)는 남베트남의 정치인이자 남베트남의 반정부 단체인 남베트남 민족해방전선에 가담하여 활동했다. 베트남의 통일 이후에는 통일 베트남의 정치인, 문화부 장관, 대학 교수 등을 역임했다. 베트남 전쟁 당시에는 남베트남의 베트콩 게릴라 세력의 정치기구인 남베트남 민족해방전선(NLF)의 회원으로 활약했다. 필명은 카이민(Khai Minh)이다.
베트남 까마우에서 태어났다. 8월 혁명 에 참여하였으며 언론인, 영문학자로 활동하였다. 1945년 고향에서 일어난 반(反)프랑스 봉기에 가담하였다. 1951년 베트남 공산당 에 입당했으며 나중에 남베트남 민주당에 입당하여 이중 당적을 갖고 활동했다. 베트남 전쟁 당시에는 남베트남의 베트콩 게릴라 세력의 정치 기구인 남베트남 민족해방전선(NLF)의 회원으로 활약했다.
1958년 남베트남의 응오딘지엠 대통령이 숙청을 단행하자 은둔 생활을 하였다. 1960년부터는 남베트남 민족해방전선의 멤버로 공식 활동하였다. 부인 마티 추와 함께 남베트남 민족해방전선의 요직을 두루 거쳤으며 순회 장관으로서 각국을 친선 방문하고 저술 활동을 펴 유명해졌다. 1973년에 남베트남 공화국 임시 혁명 정부의 국무 장관을 지냈으며, 베트남의 통일 이후인 1976년부터 1986년까지 통일 베트남의 문화부 장관을 역임했다. 1991년 호찌민 시에서 사망했다.